# صوفيا شيفتشينكو
صوفيا أنتونوفنا شيفتشينكو (الروسية: Софья Антоновна Шевченко ، من مواليد 14 ديسمبر 2001) راقصة روسية تنافسية على الجليد. مع شريكها في التزلج ، إيغور إريمينكو ، حصلت على الميدالية البرونزية في بطولة العالم للناشئين لعام 2019 وبطولة نهائي سباق الجائزة الكبرى للناشئين 2018-19. وقد فازت أيضًا بسبع ميداليات الجائزة الكبرى للناشئين ، بما في ذلك الميداليات الذهبية في سباق الجائزة الكبرى للناشئين 2017  في لاتفيا و سباق الجائزة الكبرى للناشئين 2018 في النمسا ، وقد احتلت المركز الخامس في بطولة العالم للناشئين 2018.